# Michael Tinsley
Michael Tinsley (Little Rock, 21 april 1984) is een Amerikaanse atleet, die is gespecialiseerd in de 400 m horden. Hij vertegenwoordigde zijn vaderland tweemaal op de Olympische Spelen en won hierbij eenmaal een zilveren medaille.

## Carrière
Tijdens de US Olympic Trials van 2012 in Eugene kwalificeerde Tinsley zich, op de 400 m horden, voor de Olympische Spelen in Londen. Op de Spelen veroverde hij, achter de Dominicaan Félix Sánchez, de zilveren medaille in een persoonlijk record van 47,91 s.
Een jaar later bij de wereldkampioenschappen van Moskou eindigde Tinsley op zijn favoriete onderdeel opnieuw als tweede, eveneens in een PR. Ditmaal liep hij een tijd van 47,70.
Op de Olympische Spelen van 2016 in Rio de Janeiro werd hij in de series uitgeschakeld met een tijd van 50,18.

## Titels
- Amerikaans kampioen 400 m horden - 2012, 2013

## Persoonlijke records
Outdoor
| Afstand      | Tijd             | Datum            | Plaats     |
| ------------ | ---------------- | ---------------- | ---------- |
| 200 m        | 20,66 (+0,8 m/s) | 11 april 2009    | Oxford     |
| 400 m        | 46,05            | 21 april 2007    | Greensboro |
| 400 m horden | 47,70            | 15 augustus 2013 | Moskou     |

Indoor
| Afstand     | Tijd    | Datum            | Plaats        |
| ----------- | ------- | ---------------- | ------------- |
| 200 m       | 21,24   | 12 februari 2011 | Fayetteville  |
| 300 m       | 33,72   | 14 februari 2016 | Boston        |
| 400 m       | 46,02   | 10 maart 2006    | Fayetteville  |
| 500 m       | 1.02,84 | 27 januari 2007  | State College |
| 60 m horden | 7,84    | 26 februari 2006 | Baton Rouge   |

## Palmares

### 400 m horden
Kampioenschappen
- 2009: 4e Wereldatletiekfinale - 49,03 s
- 2012:  Amerikaanse kamp. - 48,33 s
- 2012:  OS - 47,91 s
- 2013:  Amerikaanse kamp. - 47,96 s
- 2013:  WK - 47,70 s
- 2014: 7e IAAF Continental Cup - 52,25 s
- 2015: 8e WK - 50,02 s
- 2016: 6e in serie OS - 50,18 s

Diamond League zeges
- 2012: DN Galan - 48,50 s
- 2013: Qatar Athletic Super Grand Prix - 48,92 s
- 2013: Adidas Grand Prix – 48,43 s
- 2014: Meeting Areva – 48,25 s
- 2016: Shanghai Golden Grand Prix - 48,90 s
- 2016: Prefontaine Classic - 48,74 s